# Olympische Sommerspiele 1948/Teilnehmer (Bermuda)
| Gelbes Symbol für Goldmedaillen mit stilisierten Olympischen Ringen | Graues Symbol für Silbermedaillen mit stilisierten Olympischen Ringen | Braundes Symbol für Bronzemedaillen mit stilisierten Olympischen Ringen |
| ------------------------------------------------------------------- | --------------------------------------------------------------------- | ----------------------------------------------------------------------- |
| —                                                                   | —                                                                     | —                                                                       |

Bermuda nahm an den Olympischen Sommerspielen 1948 in London mit einer Delegation von zwölf Athleten (zehn Männer und zwei Frauen) in 13 Wettkämpfen in drei Sportarten teil. Ein Medaillengewinn gelang keinem der Athleten.

## Teilnehmer nach Sportarten

### Leichtathletik
Männer
- Frank Mahoney
100 m: Vorläufe
4-mal-100-Meter-Staffel: Vorlauf

- Stanley Lines
100 m: Vorläufe
200 m: Vorläufe
4-mal-100-Meter-Staffel: Vorlauf

- Perry Johnson
100 m: Vorläufe
200 m: Vorläufe
4-mal-100-Meter-Staffel: Vorlauf

- Hazzard Dill
200 m: Vorläufe
400 m: Vorläufe
4-mal-100-Meter-Staffel: Vorlauf

Frauen
- Phyllis Lightbourn-Jones
100 Meter: Halbfinale
200 Meter: Halbfinale
Weitsprung: in der Qualifikation ausgeschieden

- Phyllis Edness
100 Meter: Vorläufe
200 Meter: Vorläufe

### Schwimmen
Männer
- Derek Oatway
100 m Freistil: Vorläufe
400 m Freistil: Vorläufe
1500 m Freistil: Vorläufe
4-mal-200-Meter-Freistil-Staffel: Vorlauf

- Robert Cook
400 m Freistil: Vorläufe
4-mal-200-Meter-Freistil-Staffel: Vorlauf

- Walter Bardgett
400 m Freistil: Vorläufe
4-mal-200-Meter-Freistil-Staffel: Vorlauf

- Philip Tribley
1500 m Freistil: Vorläufe
4-mal-200-Meter-Freistil-Staffel: Vorlauf

- Donald Shanks
100 m Rücken: Vorläufe

### Wasserspringen
Männer
- Frank Gosling
3 m Kunstspringen: 10. Platz